# Матяшевский, Кшиштоф
Кшиштоф (Крис) Матяшевский или Матыяшевский (пол. Krzysztof Matyjaszewski; род. 8 апреля 1950, Константынув-Лодзинский, Польша) — польский и американский химик, известный, в том числе, как открыватель радикальной полимеризации с переносом атома (ATRP). Лауреат премии Вольфа по химии (2011).

## Биография
Диплом специалиста получил в 1972 году в МВТУ им. Баумана.
Диссертацию писал под руководством С. Пенчека (пол. Stanislaw Penczek) в Центре молекулярных и макромолекулярных исследований Польской академии наук в Лодзи, степень доктора (аналогичную советской степени кандидата наук) получил в 1976 году.
После постдока во Флоридском университете (1977—78) работал научным сотрудником в Польской академии наук, а также (в 1984—85 годах) научным сотрудником французской сети CNRS и приглашённым профессором в Университете Париж-6 (Университет Пьера и Марии Кюри).
В 1985 году получил степень хабилитированного доктора (аналог советского доктора наук) в Лодзинском техническом университете.
С 1985 года занимает должности профессора (пройдя ступени с Assistant Professor до Professor) в Университете Карнеги — Меллона. С 1998 года до настоящего момента — именной профессор (J.C. Warner Professor of Natural Sciences) в Карнеги-Меллоне и директор Центра макромолекулярной инженерии при этом университете. С 1996 года — директор Консорциума по контролируемой радикальной полимеризации (CRP Consortium), до 2001 года бывшего Консорциумом по радикальной полимеризации с переносом атома (ATRP Consortium) при Карнеги-Меллоне. С 2004 года — «профессор университета» (University Professor, почётная должность).
С 2001 года работает параллельно адъюнкт-профессором (Adjunct Professor) в Питтсбургском университете и в Лодзинском отделении Польской академии наук.

## Награды и признания
Матяшевский был удостоен множества наград:
- Премия научного секретаря Польской академии наук, 1974
- Премия Польского химического общества, 1980
- Премия Польской академии наук, 1981
- Президентская награда молодому исследователю[англ.] (Национальный научный фонд США), 1989
- Премия К. Ш. Марвела за творческую полимерную химию (Американское химическое общество), 1995
- Elf Chair of French Academy of Sciences[уточнить], 1998
- Humboldt Award for Senior US Scientists[уточнить], 1999
- Премия Питсбурга (Питсбургское отделение Американского химического общества), 2001[4]
- Премия в области полимерной химии Американского химического общества, 2002[5]
- Cooperative Research Award in Polymer Science (Американское химическое общество), 2004[6]
- Награда Фонда польской науки, 2004
- Медаль Группы фундаментальной и прикладной макромолекулярной химии (Великобритания) за выдающиеся достижения, 2005[7]
- Премия им. Г. Ф. Марка Американского химического общества, 2007[8]
- Presidential Green Chemistry Challenge Award, 2009
- Премия Гутенберга, Университет Майнца, 2010
- Премия Вольфа по химии «за глубокий творческий вклад в химические науки в области синтеза, исследования свойств и понимания органических материалов», 2011[9]
- Премия имени Дэнни Хайнемана (2012)
- Дрейфусовская премия по химическим наукам[англ.] (2015)
- Медаль Бенджамина Франклина (2017)
- NAS Award in Chemical Sciences[англ.] (2023)[10]

Также он член нескольких научных обществ:
- Член отделений Науки о полимерных материалах и Инженерии Американского химического общества, 2001
- Иностранный член Польской академии наук, 2005
- Член Национальной инженерной академии США, 2006[11]
- Член Американского химического общества по отделению полимерной химии, 2010
- Иностранный член Российской академии наук, 2011[12]

Матяшевский — почётный доктор (Honoris causa) Гентского университета (2002), Российской академии наук[уточнить] (2006), Лодзинского политехнического университета (2007), Афинского университета (2008), Национального политехнического института Тулузы (2010).